# Fa-hszien

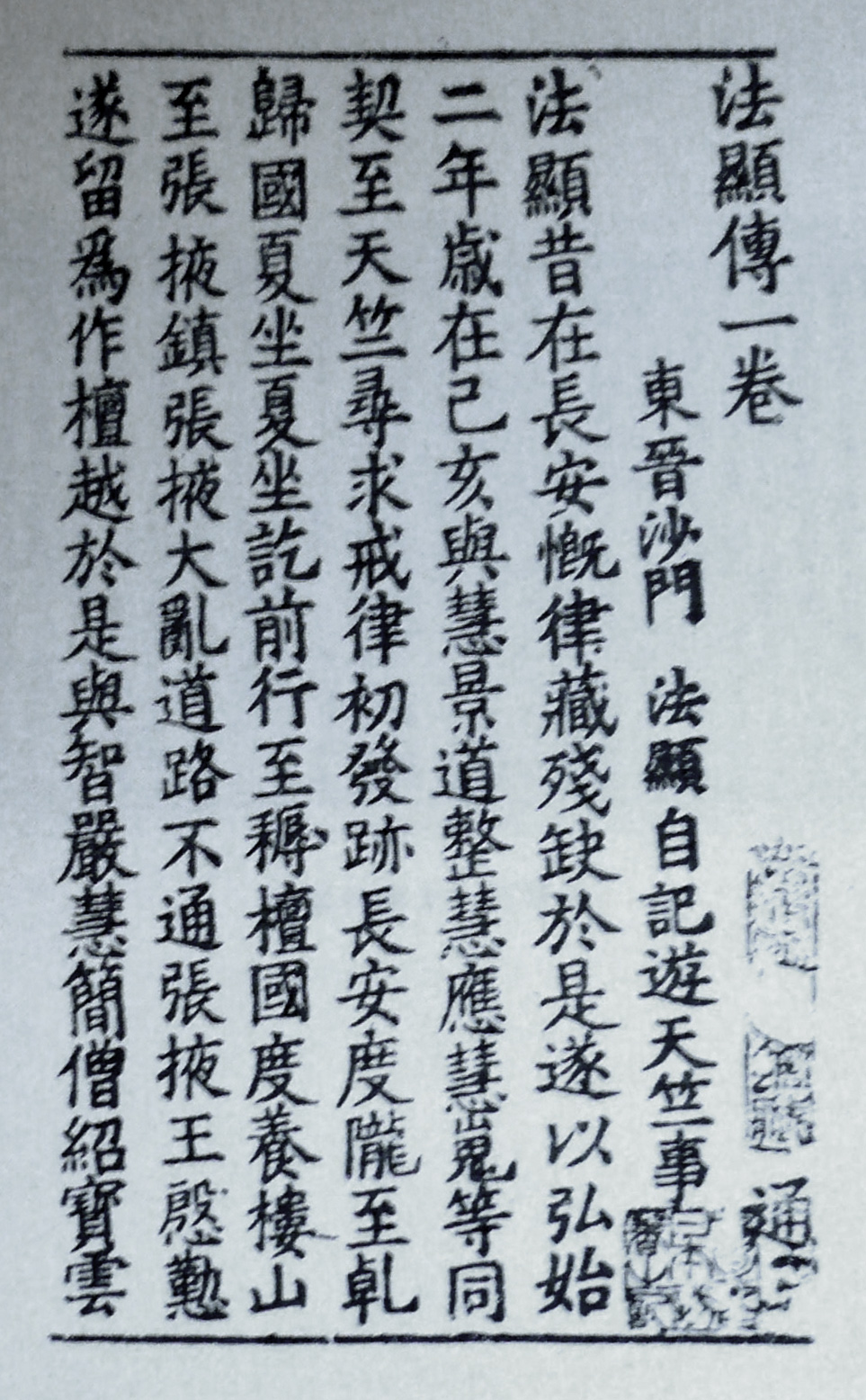
Fa-hszien (Faxian) művének első oldala, 12. századi kiadás

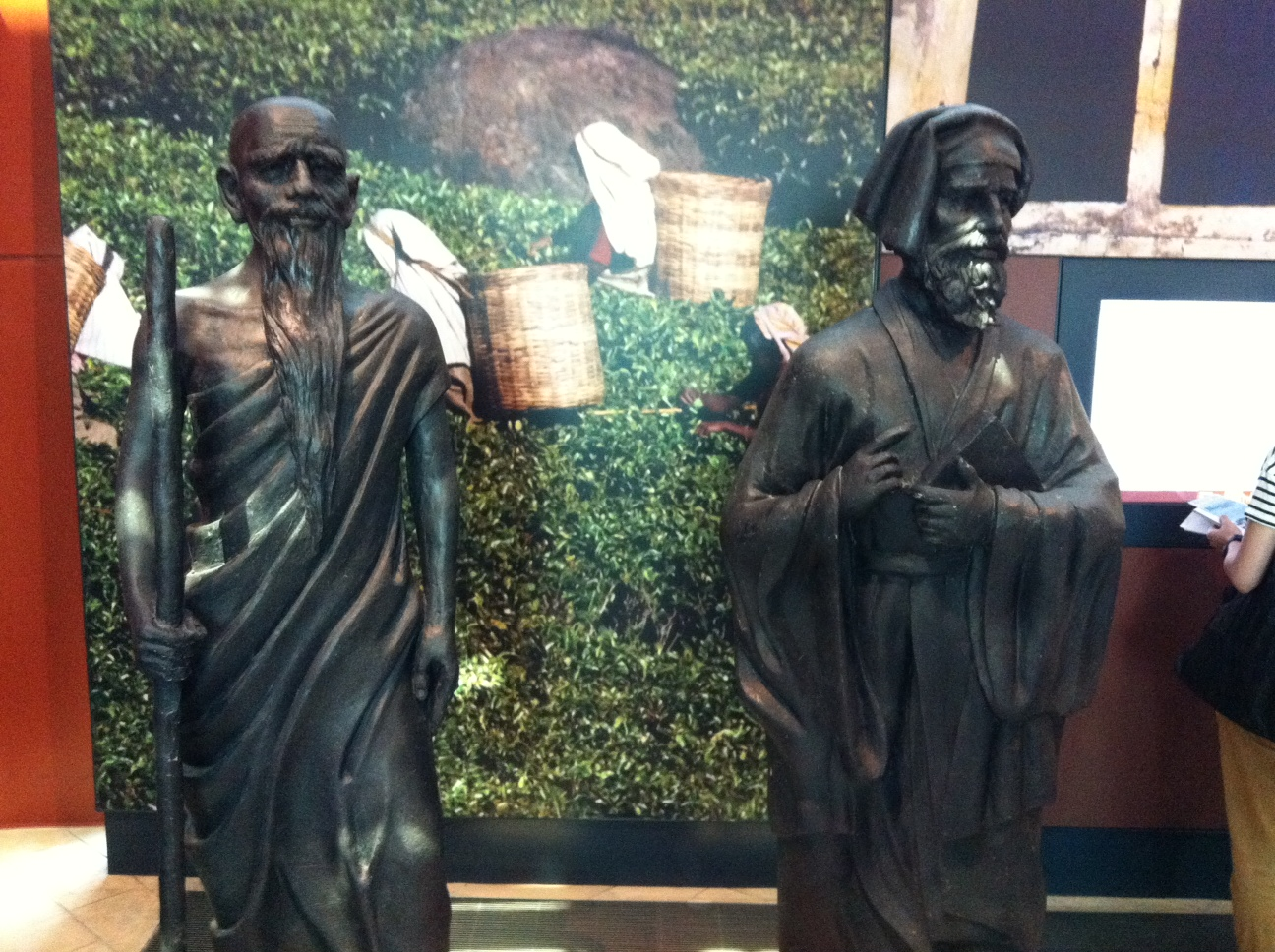
Fa-hszien (Faxian) és Marco Polo szobra Szingapúrban

Fa-hszien (Faxian) (magyar tudományos átírásban: Fa-hien; 337 – 422 körül) kínai buddhista szerzetes, aki 399 és 412 között gyalog utazott Kínából Indiába, buddhista szenthelyeket látogatott meg – Hszincsiang (Xinjiang), Pakisztán, India, Nepál, Banglades és Srí Lanka – és közben buddhista szövegeket gyűjtött és részletes feljegyzéseket készített utazásairól. Utazásairól készült könyvének címe Feljegyzések a buddhista országokról (佛囯记 Fo-kuo csi (Foguo ji)).
Fa-hszien (Faxian) utazása később számos szerzetest serkentett hasonló vállalkozásra, akik vagy szent szövegek után kutattak, vagy híres indiai mestereket kívántak felkeresni, vagy a buddhizmus szent helyeit akarták felkeresni (Lumbini, Bodh-Gaja, Váránaszi, Kusínagar stb.). A sok próbálkozásból csak kevés járt sikerrel. Faxian történelmi jelentősége az, hogy ő volt az első olyan kínai szerzetes, aki eljutott Indiába, ott hosszabb ideig tanult, majd szent szövegekkel visszatért Kínába. Utazásairól készített beszámolói fontos történelmi eseményeket rögzítettek.
Fa-hszien (Faxian) legfontosabb érdeme azonban nem a korai útleírás volt, hanem az, hogy számos kolostort alapított az általa bejárt területeken.

## Élete
Fa-hszien (Faxian) 337-ben született a Kung (Kong) (龔) családba Vujang (Wuyang) (a mai Hsziangjüan (Xiangyuan), Sanhszi (Shanxi)) városban. Fiatal korában beállt papnövendéknek (沙彌, sami (shami)) egy buddhista kolostorba, ahol húszéves korában teljes jogú szerzetessé avatták. Az általuk követett szerzetesi magaviseleti előírásokat (vinaja) zavarosnak és ellentmondásosnak tartotta és elhatározta, hogy Indiába fog utazni, hogy tanulmányozza az eredeti szövegeket és helyreállítsa a kínai fordítások esetleges hibáit. Nem tudhatta, hogy elindulása után két évvel egy kucsa szerzetes, Kumáradzsíva, pont azért érkezett a kínai Csang'an (Chang'an) városba (ma Hszian (Xi'an)), hogy lefordítsa kínai nyelvre a szarvásztivádin vinaját.
Tizenöt évig tartó utazása sikerrel járt. Miután visszatért Kínába, életének hátralévő részét a hazahozott művek fordításának szentelte. Útinaplója, a Feljegyzések a buddhista országokról részletesen beszámol tapasztalatairól és a hosszú utazás veszélyeiről.

### Utazása
399-ben indult útnak Indiába Jao Hszing (Yao Xing) kínai császár uralkodása idején. Eredeti buddhista szövegeket akart gyűjteni, hogy pontosabb és hitelesebb ismereteket szerezhessen a buddhista tanításokról és az egyházi szervezetről.
A Közép-Ázsiába vezető északi úton indult el, majd átkelt a „gonosz szellemektől és üvöltő szelektől hangos” sivatagon, ahol az utat csak a halottak csontjai jelölik ki. Hotan várostól a déli vonalon folytatta útját és havas hágókon átkelve érkezett az India északnyugati részén fekvő Pátaliputrába. Szanszkrit nyelvet tanult, lemásolta a mahászánghika iskola vinaja gyűjteményét, illetve szert tett a szarvásztiváda vinajára és a Maháparinivána szútrára is. Közben ellátogatott fontos buddhista központokba és szenthelyekre (Udjána, Gandhára, Pesavar és Takszila). Miután teljesítettnek látta küldetését Tamraliptibe ment, hogy tengeren keresztül térjen haza szülőföldjére. Megszakította azonban útját két évre Srí Lankán, ahol hozzájutott a mahísászaka vinaja és a szarvásztiváda kánon néhány részéhez. Később kétszáz napos tengeri utazása során több vihart élt át, amelyek többször elsodorták a hajóját, majd végül a kínai Santung (Shandong)-félszigeten kötött ki (a mai Csingtao (Qingdao) városától mintegy 30 km-re keletre) 414 körül.

## Művének fordításai
- Fa-hien (Fa-hszien) – Feljegyzések a buddhista országokról. Tőkei Ferenc fordítása. Kínai buddhista filozófia. Balassi Kiadó, Budapest, 1996[5]
- Faxian, James Legge, tr.. A Record of Buddhistic Kingdoms; being an account by the Chinese monk Fa-Hien of his travels in India and Ceylon, A.D. 399-414, in search of the Buddhist books of discipline. The Clarendon Press, Oxford (1886)
- Faxian, Herbert A Giles, tr.. Record of the Buddhistic Kingdoms. Trubner & Co., London (1877)
- Record of Buddhistic Kingdoms, University of Adelaide
- Record of Buddhistic Kingdoms 佛國記 [archivált változat]. NTI Buddhist Text Reader. Hozzáférés ideje: 2015. január 6. [archiválás ideje: 2016. március 4.] kínai-angol kétnyelvű verzió

## Bibliográfia
- Legge, James 1886. A Record of Buddhistic Kingdoms: Being an account by the Chinese Monk Fa-Hien of his travels in India and Ceylon (A.D. 399-414) in search of the Buddhist Books of Discipline Archiválva 2009. január 24-i dátummal a Wayback Machine-ben. Oxford, Clarendon Press. Reprint: New York, Paragon Book Reprint Corp. 1965. ISBN 0-486-21344-7
- Beal, Samuel. 1884. Si-Yu-Ki: Buddhist Records of the Western World, by Hiuen Tsiang. 2 vols. Translated by Samuel Beal. London. 1884. Reprint: Delhi. Oriental Books Reprint Corporation. 1969
- Hodge, Stephen "The Textual Transmission of the Mahayana Mahaparinirvana-sutra" (2009 & 2012)
- Miklós Pál. Egy kínai zarándok. In Tus és ecset. Liget könyvek, Budapest 1996, 171–177.
- Rongxi, Li; Dalia, Albert A. (2002). The Lives of Great Monks and Nuns, Berkeley CA: Numata Center for Translation and Research
- Sen, T. (2006). The Travel Records of Chinese Pilgrims Faxian, Xuanzang, and Yijing, Education About Asia 11 (3), 24-33
- Weerawardane, Prasani (2009). Journey to the West: Dusty Roads, Stormy Seas and Transcendence, biblioasia 5 (2), 14-18

## Külső hivatkozások
- Az eredeti kínai szöveg